# پیترو دلاواله
پیترو دلا واله (به ایتالیایی: Pietro Della Valle) (زاده ۱۵۸۶ - درگذشته ۱۶۵۲) نویسنده، شرق‌شناس و جهانگرد ایتالیایی بود که به چند کشور شرقی سفر کرد.

## زندگی‌نامه

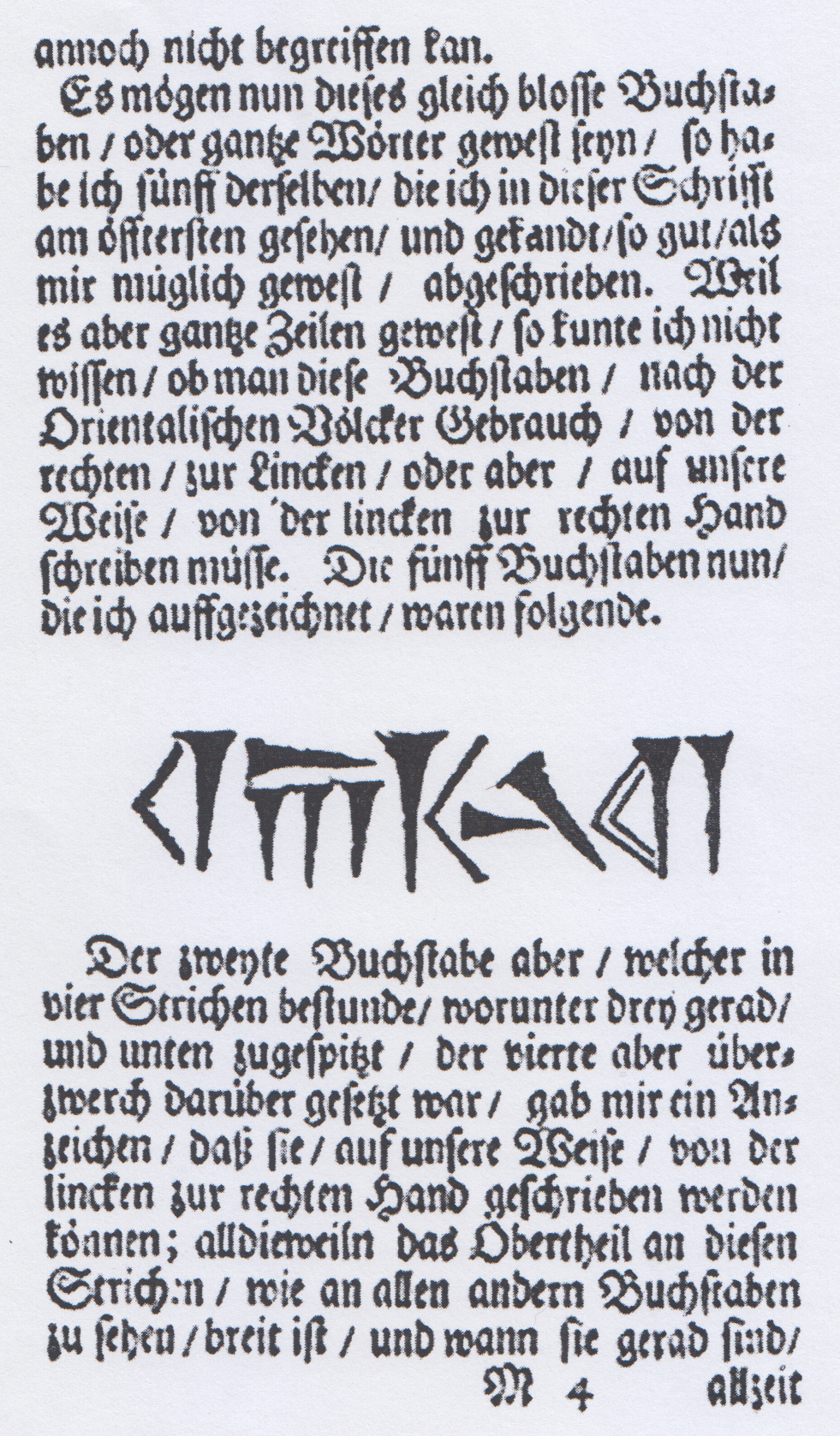
نامه پیترو دلاواله به تاریخ ۲۱ اکتبر ۱۶۲۱ (۳۱ مهر ۱۰۰۰) برای دوستش شیپانو (ساکن ناپل). در این نامه پنج حرف را رونویسی کرده بود. همین پنج حرف سبب آشنایی اروپاییان با خط فارسی باستان شد.

او در خانواده‌ای اشرافی در رم به‌ دنیا آمد. مدتی به تحصیل ادبیات پرداخت و زبان‌های لاتین و یونانی را آموخت. پس از شکست در عشق تصمیم گرفت به زیارت سرزمین مقدس برود. نخست در هشتم ژوئن ۱۶۱۴ با کشتی گران دلفینو از ونیز عازم قسطنطنیه شد و یک سال در آنجا ماند. سپس از آنجا رهسپار آسیای کوچک و مصر شد و از راه صحرای سینا به اسرائیل رفت و پس از دیدار اورشلیم به بغداد مسافرت کرد و به قصد دیدن آثار تمدن بابل از شهر حله نیز دیداری نمود. سپس به بغداد بازگشت و با بانو سیتی معانی دوشیزه هجده ساله آسوری مسیحی ازدواج نمود در این مدت زبان ترکی و کمی عربی آموخت.
پیترودلاواله پس از ازدواج در تاریخ ۴ زانویه ۱۶۱۷ همسان با ۲۵ ذیحجه ۱۰۲۵ به اتفاق همسر و چند تن از ملازمان با کاروانی از راه همدان و گلپایگان به اصفهان رفت. در این زمان شاه عباس در اصفهان نبود و در فرح آباد در کنار دریای کاسپین به سر می‌برد.
بعد از مدتی ماندگاری و بازدید از شهر اصفهان در اکتبر سال ۱۶۲۱، این شهر را به جنوب ایران و شهر شیراز ترک می‌کند. در سال ۱۶۲۲ وارد سواحل جنوبی ایران می‌شود و همسر او به دلیل بیماری در می‌گذرد.
در زمان جنگ شاه عباس برای بیرون راندن پرتغالی‌ها از جزیره هرمز، از ایران به سوی هند رفت. مدتی در هند سفر کرد و بعد از راه بصره و بندر اسکندرون و قبرس به رم بازگشت و مورد استقبال پاپ اوربان هشتم قرار گرفت.
گفته می‌شود نخستین مورد مستند بردن گربه ایرانی به اروپا به دست او بوده‌ است.
او در سال ۱۶۵۲ در شهر رم از دنیا رفت.
سفرنامهٔ وی بنام Cose e parole nei viaggi di Pietro Della Valle حاوی قسمت مهمی در بارهٔ ایران صفوی است.

## زادروز
پیترو دلاواله در یازدهم آوریل سال ۱۵۸۶ در خانواده‌ای اشرافی و کاتولیک متعصب در شهر روم زاده شد. پدرش پمپئو و مادرش جوانا آلبرینی نام داشتند. خانواده وی یکی از کهن‌ترین و اصیل‌ترین خانواده‌های رم محسوب می‌شد از دوران کودکی پیترو آگاهی زیادی در دست نیست جز این که به اقتضای رسوم اصیل زادگان زمان خود به آموختن لاتین پرداخت و آن زبان را به خوبی یاد گرفت. چنان‌که فرهنگستان ظرفا که از مهم‌ترین مجامع علمی و ادبی شهر رم به‌ شمار می‌آمد و شرط پذیرفته شدن در آن علاوه بر اصالت نسب، داشتن پایه و مایه علمی کافی بود وی را به عضویت پذیرفت و خیلی زود پیتروی جوان توانست با ایراد خطبه‌های رسا در این انجمن به چشم بیاید.
در آن زمان اصیل زادگان می‌بایست به آداب شوالیه گری آشنا می‌شدند و فن شمشیربازی را فرا می‌گرفتند به همین جهت دلاواله به یادگیری مختلف فنون نظامی نیز پرداخت. در سال ۱۶۱۱ همراه با ناوگان اسپانیا برای مقابله با راهزنان دریای مدیترانه عازم شمال آفریقا شد. به طوری که خود او تعریف می‌کند این لشکرکشی به یک جنگ جدی منجر نشد و در نتیجه به رم برگشت. در آنجا عاشق دختری شد و این عشق به نافرجامی کشیده شد و در نتیجهٔ این شکست دلاواله غمگین و سرخورده شهر رم را ترک کرد.

## آغاز سفر به شرق
پیترو دلاواله به اصرار دوست خود تصمیم گرفت که به مشرق زمین سفر کنند و در هشتم ژوئن سال ۱۶۱۴ با کشتی از ونیز عازم قسطنطنیه شد. اقامت در قسطنطنیه تا سپتامبر سال ۱۶۱۵ به طول انجامید در مدت اقامت ۸ماهه اش در قسطنطنیه و در قلمرو عثمانی زبان ترکی را آموخت و سپس از آنجا به سوی آسیای صغیر و مصر رفت و بعد از طریق صحرای سینا به فلسطین رفته و پس از زیارت بیت‌المقدس به دمشق و حلب رفت. بعد از آن به بغداد سفر کرد و به قصد مشاهده آثار تمدن قدیم بابلی‌ها از شهر حله نیز دیدن کرد و بعد از بازگشت مجدد به بغداد در آنجا با بانو معانی جویری، دوشیزه ۱۸ ساله آسوری مسیحی ازدواج کرد. این ازدواج در سال ۱۶۱۶ اتفاق افتاد و بعد از آن بانو معانی تا زمان مرگِ خود شوهرش را در سفرهای پرماجرایش همراهی کرد.
در سال ۱۶۱۷ در حالی که ایران و عثمانی در جنگ بودند با همسرش راهی ایران شد. او از طریق همدان و گلپایگان به اصفهان رفت و پس از رسیدنشان به اصفهان به دستور شاه عباس اول در یکی از منازل وی ساکن شدند. چون شاه عباس آن موقع در اصفهان نبود و در فراح آباد واقع در کنار دریای خزر به سر می‌برد جهانگرد ایتالیایی بعد از مدتی اقامت در اصفهان در ژانویه ۱۶۱۸ مطابق با محرم سال ۱۰۲۷ قمری از راه کویر و فیروزکوه به مازندران رفت و در شهر اشرف شاه عباس او را به حضور پذیرفت و مذاکراتی میان آنها شکل گرفت که نویسنده با دقت هرچه تمام تر آن را شرح می‌دهد. شاه عباس از همان وهله اول با جهانگرد ایتالیایی با مهربانی بسیار رفتار می‌کند و همین امر باعث می‌شود که او مدتها در دربار ایران بماند و در همه جا شاه را همراهی کند.

### هدف از سفر به ایران
دلاواله، به گفته‌ی خود، از آمدن به ایران چند هدف داشت: نخستین هدف ارضای حس کنجکاوی و کسب شهرت برای خود، خانواده و سرزمینش بود. دلاواله خود را با اسکندر و هومر مقایسه می‌کرد و در آرزوی شهرتی مثل آنها بود. دیگر اینکه در یک لشکرکشی نظامی علیه ترکان عثمانی شرکت کند و تا جای ممکن انتقام بدرفتاری‌هایی را که عثمانی نسبت به مسیحیان انجام می‌داد بگیرد؛ و دیگر اینکه اسبابی فراهم سازد تا مسیحیان مقیم عثمانی، که در وضع بدی به سر می‌بردند، به ایران، که نسبت به اتباع مسیحی خود در کمال مهربانی رفتار می‌کرد، مهاجرت کنند. در حقیقت، رفتارعالی شاه عباس با ارامنه و سایر مسیحیان و آزادی کاملی که آنان در به‌جای‌آوردن آداب و رسوم مذهبی خود داشتند چنان این جهانگرد را تحت تأثیر قرار می‌دهد که او در این باره زبان به تعریف و تمجید از شاه ایران می‌گشاید و از شاهزادگان کشورهای غربی که علیرغم هم کیشی و هم خونی نسبت به آزار و شکنجه مسیحیان مقیم عثمانی بی اعتنا بودند انتقاد می‌کند.
او به همراه شاه عباس عازم اردبیل می‌شود تا از نزدیک شاهد جنگ‌های ایران و عثمانی باشد و داستان فتح ایرانیان را در این جنگ به تفصیل بیان می‌کند. بعد از خاتمه جنگ دلاواله گرفتار بیماری سختی شد. بر اساس آنچه خود او شرح می‌دهد می‌توان نتیجه‌گیری کرد که این بیماری مالاریا بوده، و او در موقع اقامت در فرح آباد مازندران به این بیماری مبتلا شده بود. او به اصفهان برمی گردد و در آنجا با معالجات مداوم و استراحت بهبود می‌یابد. پس از بهبودی حدود ۴ سال در اصفهان اقامت داشت و پس از آن تصمیم گرفت از راه هندوستان به ایتالیا برگردد.

### سفر به هند
در اکتبر سال ۱۶۲۱ جهانگرد ایتالیایی اصفهان را ترک می‌کند و از شیراز و تخت جمشید دیدن می‌کنند و در سفرنامه خود گفتنی‌های جالب و مفیدی در این باره می‌نویسد در آن زمان متوجه نمی‌شود این خرابه‌های باقی‌مانده چه بنایی باشکوهی است و حدسیات مختلفی می‌زند ولی چنان با دقت مشاهدات خود را شرح می‌دهد که بعداً وقتی یک نقاش هلندی از روی این توصیفات تصویری تخیلی به ترجمه کتاب به زبان هلندی اضافه می‌کند شباهت زیادی به بین آن و خرابه‌های تخت جمشید آنطور که واقعاً هست به وجود دارد. با توجه اینکه این سفرنامه‌نویس با وجودی که موفق به خواندن کتیبه‌های آن جا نمی‌شود ولی درک می‌کند که نوشته‌های آنها برخلاف خطوط اسلامی از چپ به راست است و این استنباط از روی شواهد و قراینی برایش حاصل می‌شود که نشان دهنده هوش و ذکاوت و توجه خاص او است.
وی سپس به قصد هند عازم سواحل جنوب می‌شود ولی در ۳۰ دسامبر ۱۶۲۲ بانو معانی که بر اثر سفرهای متعدد خسته و آزرده شده بود و تحمل آب و هوای منطقه را نداشت در میناب درگذشت. دلاواله شرح بیماری و درگذشت او را در یکی از نامه‌های خود با سوز و گداز خاصی بیان می‌کند و او که عشق و علاقه زیادی نسبت به همسر خود داشت با تحمل زحمات فراوان جسد او را مومیایی می‌کند و آن را در تابوتی قرار می‌دهد و در طول تمام مسافرت‌های بعدی همراه خود می‌برد تا بالاخره پس از رسیدن به شهر روم همسر محبوبش را در مقبره خانوادگی دفن کند.
وقتی که به سواحل خلیج فارس رسید در آن زمان جنگ‌های هرمز به شدت جریان داشت و ایرانیان به کمک ناوگان انگلیسی قلعه پرتغالی‌ها را محاصره کرده و مشغول بیرون راندن آنها بودند و ادامهٔ مسافرت امکان‌پذیر نبود در نتیجه به لار رفت و در ژانویه ۱۶۲۳ از طریق بندر گمبرون (بندرعباس فعلی) با کشتی راهی هند می‌شود و بعد از ۲۰ روز سفر در دریا در سورت پا به زمین گذاشت. دوره اقامت این جهانگرد در هند حدوداً ۲۰ ماه به طول انجامید و در ظرف آن مدت به اطراف این کشور پهناور مسافرت می‌کند و خاطرات خود را طبق معمول یادداشت می‌کند.
در نوامبر ۱۶۲۴ دلاواله در بندر گوا به کشتی نشست و قصد میهن نمود. از راه بندر گوا به مسقط سپس به بصره و حلب و از طریق دریای مدیترانه به ناپل رفت و سرانجام در ۱۶۲۶ پس از ۱۲ سال به رم بازگشت. در آنجا مورد محبت پاپ اوربان هشتم قرار گرفت و از ملازمان خاص او شد.
دلاواله روز ۲۵ ژوئیه جسد مومیایی شده همسر خود را که با تحمل سختی‌های فراوان به رم آورده بود در آرامگاه خانوادگی واقع در کلیسای آراچلی که بر روی تپه معروف مرکز شهر واقع شده به خاک سپرد. سپس با یک دختر گرجی به نام ماریا تیناتین زیبا که شرح زندگی او در سفر نامه‌اش آمده است ازدواج کرد و از او صاحب ۱۴ فرزند شد. ماریا تیناتین دختر یکی از صاحب منصبان گرجستان بود و چون پدرش در جنگ با شاه عباس کشته شده بود بانو معانی، همسر دلاواله، دخترک را به نزد خود آورد و در تربیت او تلاش کرد. بعد از مرگ بانو معانی، این دخترک پیترو دلاواله را در تمام سفرهای بعدی همراهی کرد که بالاخره این هم‌نشینی همیشگی منجر به همبستگی آنان شد. پس از این ازدواج دلاواله زندگی خود را در شهر روم ادامه داد. خانه او مرکز رفت و آمد دوستان و علاقه‌مندان شنیدن ماجراهای جالب شد. در انجمن‌های ادبی زمان نیز موفقیت‌های زیادی پیدا کرد. سرگرمی دلاواله در آن روزها بیشتر مطالعه و تنظیم خاطراتش بوده و حتی یکی یا دو آلت موسیقی تازه نیز ابداع کرد و به منصهٔ آزمایش درآمد اما زیاد مورد قبول عامه واقع نشد.

## درگذشت
پیترو دلاواله در سال ۱۶۵۲ در سن ۶۶ سالگی درگذشت و در کلیسای آراچلی کنار همسرش به خاک سپرده شد.

## کتاب او
شهرت دلاواله به سبب نوشتن سفرنامه‌اش است که در ۳۶ نامه مفصل (۱۸ نامه دربارهٔ ایران) در سه بخش تنظیم شده‌ است. برخی از خاطرات سفرش را به صورت نامه برای شخصی به نام ماریواسکیپانو به ناپل می‌فرستاد و از وی خواسته بود تا به تدوین آنها بپردازد اما اسکیپانو موفق به این کار نشد و دلاواله پس از اقامت در رم خود این کار را به انجام رساند.
نامه‌های مربوط به ایران بیش از نیمی از سفرنامه‌اش را شامل می‌شود. دلاواله با نگاهی تیزبین اوضاع سیاسی، اقتصادی، اجتماعی و آداب و رسوم مناطق مختلف را به نگارش درآورده است. حوادثی را که شاهد آن بوده ثبت و آنها را با کتاب‌ها و رساله‌هایی که همراه داشته مقایسه کرده‌ است مثلاً اطلاعات دقیقی دربارهٔ قدرت نظامی عثمانیان در جزایر تحت اشغال آنها در دریای اژه داده است. سفرنامه دلاواله در بسیاری از جهت‌ها اهمیت دارد. او جزو نخستین گردشگران اروپایی است که سفرنامه دقیقی دربارهٔ سرزمین‌های مشرق نوشته‌ است. کنجکاوی وی سبب شده بود که با درباریان، روحانیان و مردم عادی مناسبات دوستانه برقرار کند. گزارش او از بیماری شاه عباس و نگرانی زینب بیگم عمه شاه از قتل‌عام خاندان صفوی به دست قزلباشان نشان دهندهٔ مناسبات نزدیک او با دربار است.
او به زبان‌های ترکی، عربی، فارسی و کلدانی آشنا بود.
نگاهی دقیق به معماری و شهرسازی و آثار باستانی مسیر سفرش داشت هر چند گاهی هم تاریخ را با افسانه درآمیخته است. دلاواله نخستین اروپایی بود که کوششی در خواندن خط میخی داشت هرچند در رمزگشایی آن موفق نبود.
او اطلاعات دقیقی از زندگی ایرانیان در نیمه دوم حکومت شاه عباس نوشته‌ است که شامل آداب و رسوم، خوردنی‌ها و آشامیدنی‌ها سرگرمی‌ها و گیاهان است. خصوصیات خوب و ناپسند شاه را بدون داوری گزارش کرده و از امنیت راه‌ها و وضعیت سپاهیان در ایران به نیکی یاد کرده است. تأثیر ایران بر او به اندازه‌ای بود که در نامه‌ای به دوستش اعلام کرد متن نامه‌های مربوط به ایران را فاضلانه‌تر و با اسلوب ادبی خواهد نوشت.
سفرنامه‌های او به صورت نامه‌های متعدد و در سه بخش عثمانی، ایران و هند نوشته شده است. نامه‌های مربوط به عثمانی او در سال ۱۶۵۰ و پیش از مرگش به چاپ رسید. بخش مربوط به ایران با نظارت چهار تن از پسرانش در سال ۱۶۵۸ و جلد دیگر که دربارهٔ هند و چگونگی بازگشت او به روم بود در ۱۶۶۳ انتشار یافت. سفرنامه پیترو دلاواله نخستین‌بار در سال‌های ۱۶۵۸ تا ۱۶۶۳ در رم به چاپ رسید و پس از آن بارها در ایتالیا تجدید چاپ شد از این اثر ترجمه‌های بسیاری شده‌ است ترجمه فرانسه آن توسط دو کشیش کاتولیک انجام گرفت. و یکبار در سال‌های ۱۶۶۲ تا ۱۶۶۴ در پاریس و بار دیگر در هشت جلد در ۱۶۷۸ در روان به چاپ رسید.

## دیگر آثار او
از دلاواله علاوه بر سفرنامه نوشته‌های دیگری به جای مانده است که عبارتند از کتابی دربارهٔ دستور زبان ترکی، ترجمه آثاری از فارسی به ایتالیایی دربارهٔ مراسم مذهبی شیعیان برای آگاهی و استفاده روحانیون مسیحی، ترجمه کتاب نجومی به لاتین، نگارش خصوصیات شاه عباس ایران، و اطلاعاتی دربارهٔ گرجستان.